# Diocesi di Clazomene
La diocesi di Clazomene (in latino: Dioecesis Clazomeniensis) è una sede soppressa del patriarcato di Costantinopoli e una sede titolare della Chiesa cattolica.

## Storia
Clazomene, nel luogo dell'odierna Kilizman (Klazumen) in Turchia, è un'antica sede episcopale della provincia romana d'Asia nella diocesi civile omonima e nel patriarcato di Costantinopoli. Inizialmente suffraganea dell'arcidiocesi di Efeso, a partire dal IX secolo entrò a far parte della provincia ecclesiastica della metropolia di Smirne.
La diocesi è documentata nelle Notitiae Episcopatuum del patriarcato di Costantinopoli fino al XIV secolo. Il passaggio di provincia ecclesiastica è segnalato per la prima volta nella Notitia risalente all'epoca del patriarca Nicola I Mistico, all'inizio del X secolo.
Tuttavia sono noti solo due vescovi di questa antica sede episcopale: Eusebio, che prese parte ai concili ecumenici di Efeso del 431 e di Calcedonia del 451; e Macario, che partecipò al concilio antifoziano dell'869/870.
Quando la regione venne occupata prima dai Selgiuchidi e poi dagli Ottomani, si ridusse di molto la presenza cristiana; per questo motivo nel 1387 un atto patriarcale soppresse di fatto la diocesi, unendone il territorio a quello dell'arcidiocesi di Efeso.
Dal XIX secolo Clazomene è annoverata tra le sedi vescovili titolari della Chiesa cattolica; la sede è vacante dal 26 agosto 1966. Il suo ultimo titolare è stato il teatino Robert Stephen Dehler, vicario apostolico delle Bermuda dal 1956 al 1966.

## Cronotassi

### Vescovi greci
- Eusebio † (prima del 431 - dopo il 451)
- Macario † (menzionato nell'869/870)

### Vescovi titolari
- Louis Piazzoli, P.I.M.E. † (11 gennaio 1895 - 26 dicembre 1904 deceduto)
- William Timothy Cotter † (14 febbraio 1905 - 24 novembre 1910 nominato vescovo di Portsmouth)
- Patrick Thomas Ryan † (6 maggio 1912 - 5 agosto 1916 nominato vescovo di Pembroke)
- José Gregorio Castro Miranda, O.F.M. † (13 novembre 1917 - 30 gennaio 1924 deceduto)
- Ernest Hauger, S.M.A. † (16 febbraio 1925 - 12 ottobre 1948 deceduto)
- Robert Stephen Dehler, C.R. † (28 gennaio 1956 - 26 agosto 1966 deceduto)